# 彩绘岩洞博物馆及考古公园

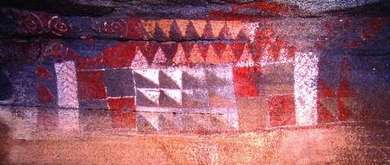
岩洞内的彩绘

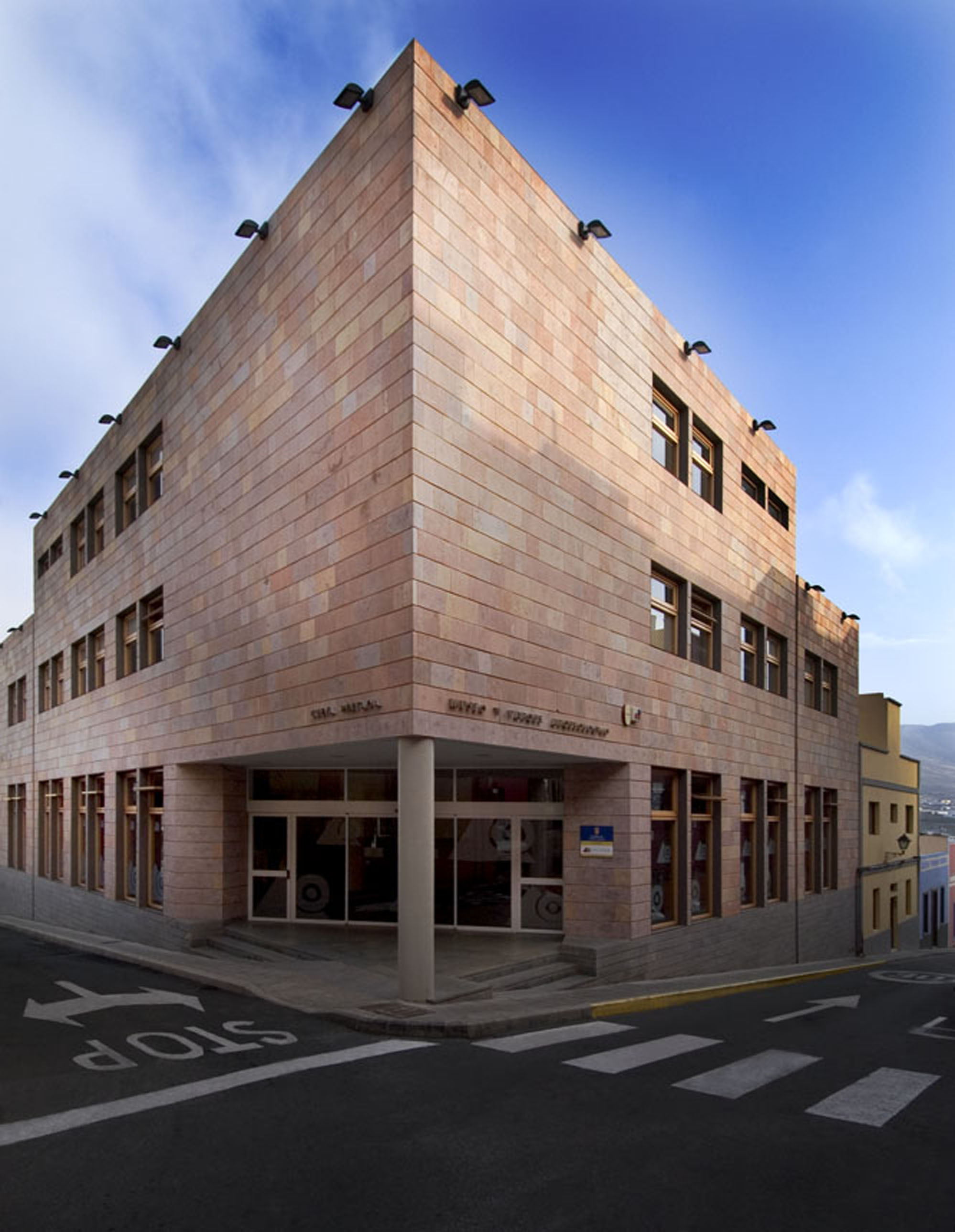
博物馆的大门

彩绘岩洞博物馆及考古公园（西班牙語：Museo y Parque Arqueológico Cueva Pintada）是一个位于西班牙加那利群岛大加那利岛西北部加尔达尔市镇内的考古博物馆及公园。
在该公园内曾发掘出很多加那利群岛前西班牙时期的最具代表性的考古物件，在西班牙境内也是独具一色的。彩绘岩洞被认为是该岛上的原住民关切人的西斯汀小堂。